# Віджай Сінґх
Віджай Сінґх (гінді विजय सिंह; 6 листопада 1729 — 17 липня 1793) — магараджа Марвару в 1752—1753 і 1772—1793 роках.

## Життєпис

### Зовнішня політика
Походив з династії Ратхор. Син Бахт Сінґха. Народився 1729 року в Джодхпурі. 1751 року після захоплення батьком влади в державі став офіційним спадкоємцем. Отримав владу 1752 року після раптової смерті Бахт Сінґха успадкував трон. Невдовзі підтвердив владу над Аджмером, офіційно перебравши посаду субадара. Завдав поразки клану Содха, що панували в князівстві Амеркот, відняв місто Годвар у меварського магарани Пратап Сінґха II. Але у 1753 року за підтрмки останнього колишній магараджа Рам Сінґха завдав поразки Віджаю, який втік до Джайпуру. 1755 року влаштував вбивство Джаяппаджі Рао Скіндії.
1772 року після смерті Рам Сінґха відновився на троні. Невдовзі стикнувся з вторгненням Махаджі Скіндії, магараджи Гваліору, якому завдав поразки біля фортеці Тунга, але зрештою зазнав поразок біля Патану і Мерти. Наслідком стало визнання зверхності Гваліору, виплата їм величезної контрибуції, що призвело до банкрутства скарбниці. Послаблення влади призвело до повстань марварської знаті та васальних раджів, з якими Віджай Сінґху довелося боротися протягом решту панування.
1781 року повстав проти влади Гваліору, але 1782 року знову вимушений був підкоритися. 1787 року об'єднався з князівством Джайпур, виступивши проти Скіндії, але в битві біля Лалсоту союзники зазнали поразки. Після цього почали напади на землі князівства Індор, але були відбиті магнаранею Ахіл'я Баї. 1790 року знову спільно з Пратап Сінґхом, магараджею Джайпуру, виступив проти Махаджі Скіндії, але зазнав тяжкої поразки 20 червня в битві біля Патану, а потім 10 вересні в битві біля Мерти остаточно був переможений, внаслідок чого вкотре визнав зверхність останнього.

### Внутрішня політика
Публічно оголосив, що присвячує себе культу Крішни, побудував два храми на його честь, заборонив м'ясо та спиртні напої. Одним з його указів було неухильна вимога підкреслено шанобливо звертатися до сільських пастухів, іменуючи їх «Владика полів» («джагірдарс»), тому що Крішна колись був пастухом.
Велику увагу присвятив для розвитку придворної школи мініатюри. Майстерня Віджаї Сінгха створювала монументального формату рукописи, які ілюструвались темами «ліли» (спонтанної любовної гри); Рама або Крішна в них розміщувалися в пишно квітучих ландшафтах. Ці картини демонструють, як художники Віджаї Сінгха розширювали і збагачували тематику та художні прийоми, що залишилися у спадок від його батька Бакхат Сінгха. На відміну від звичайних манускриптів, які зручно брати в руки, великі фоліанти Віджаї Сінгха, ймовірно, виставлялися напоказ (їх тримали так, щоб під час богослужіння всі бачили сюжет картини, в той час як пов'язані з нею вірші розспівувались, або читалися вголос).
Перед смертю 1793 року оголосив свого онука Ман Сінґха спадкоємцем трону, але негайно між його синами і онуками почалася боротьба за владу, в якій переміг інший онук Бгім Сінґх.